# Unità Popolare (Italia)
Unità Popolare è stato un partito politico italiano fondato il 18 aprile 1953 dalla confluenza di tre distinti soggetti:
- Movimento di Autonomia Socialista, costituita ufficialmente il 1º febbraio 1953, a Vicenza, su iniziativa degli ex-socialdemocratici Tristano Codignola e Piero Calamandrei[2];
- l'Unione di Rinascita Repubblicana, costituita l'8 dicembre 1952 da un gruppo di dissidenti di sinistra del Partito Repubblicano Italiano (PRI), guidati da Oliviero Zuccarini e Marcello Morante[3] e alla quale, successivamente, aveva aderito Ferruccio Parri.
- Giustizia e Libertà, una formazione politica costituita il 18 gennaio 1953 dallo scrittore Carlo Cassola, riprendendo il nome dell'omonimo movimento antifascista di Carlo Rosselli[4].

Le prime due formazioni si erano opposte alla linea ufficiale dei rispettivi partiti favorevole all'adozione della nuova legge elettorale proposta dal ministro Mario Scelba. Seppur formato da parlamentari uscenti a camere sciolte, non riuscì ad eleggere alcun deputato.

## Il dibattito politico sulla legge elettorale maggioritaria
Al VI Congresso nazionale del Partito Socialista Democratico, tenutosi a Bologna tra il 2 e il 6 gennaio 1952, Tristano Codignola, all'epoca non parlamentare, riuscì a far approvare una mozione con la quale si impegnava il partito a difendere il sistema elettorale proporzionale e a presentare, alle elezioni successive, liste autonome rispetto agli altri partiti. Tuttavia, nel successivo Congresso straordinario, tenutosi a Genova tra il 4 e il 7 ottobre 1952, il risultato del precedente congresso fu rovesciato.
Il 29 ottobre 1952, iniziò alla Camera dei deputati il dibattito per l'approvazione della legge elettorale maggioritaria (che poi sarà detta Legge truffa), che prevedeva l'attribuzione di 380-385 seggi su 590 (tanti ne contava allora la Camera) alla lista di partiti "apparentati" che avrebbe conseguito il 50,1% dei voti validi. Nelle intenzioni dei proponenti, ciò avrebbe determinato una larga maggioranza ai partiti del centro degasperiano (DC, PSDI, PRI e PLI), se non - addirittura - la possibilità di un'apertura della DC ai partiti di destra, come era stato ventilato nelle precedenti elezioni amministrative.
Il 12 dicembre 1952, Piero Calamandrei, deputato del PSDI, annunciò alla Camera, in contrasto con le direttive di partito, il voto contrario suo e di altri sette colleghi (Belliardi, Bonfantini, Cavinato, Giavi, Lopardi, Mondolfo e Zanfagnini), dichiarando di ritenere la democrazia in pericolo, in Italia, "nel fatto che vi sia un partito al potere (la Democrazia Cristiana, n.d.r.), il quale sa di non essere più maggioranza e che tuttavia vuole rimanere al potere con questo espediente". Calamandrei e gli altri sette deputati furono sospesi dal gruppo parlamentare e Codignola fu espulso dal partito. Immediatamente Calamandrei si dimise dal partito e, il 5 gennaio 1953, fondò il quindicinale Nuova Repubblica. Nel frattempo, la federazione del PSDI di Firenze, alla quale Calamandrei apparteneva, proclamò l'autonomia dal partito.
Il dibattito parlamentare, alla Camera, sulla Legge Scelba, si concluse il 21 gennaio 1953, con l'apposizione della fiducia da parte del governo De Gasperi. Le sinistre uscirono dall'aula per non votare e la legge fu approvata con 332 voti favorevoli e 17 contro. Contro la legge si schierarono anche i deputati del PLI Perrone Capano, Corbino e Bellavista e diversi esponenti repubblicani. Il 29 marzo, il risultato si ripeté al Senato e, con 174 voti a favore e 3 contrari (tra cui il repubblicano Ferruccio Parri), la legge fu definitivamente approvata. Il 4 aprile, il Presidente della repubblica Luigi Einaudi sciolse le Camere e si concluse la I legislatura.

## Processo di formazione del movimento
Il 1º febbraio 1953, tra i dissidenti di sinistra del PSDI, si costituì, a Vicenza, il Movimento di Autonomia Socialista. La sede scelta fu il circolo Carlo Rosselli di Firenze; il primo Comitato centrale fu composto da Caleffi, Codignola, Cossu, Costantini, Finocchiaro, Greppi e Zanfagnini. Una componente importante del movimento (oltre a Calamandrei e Codignola, anche Giuseppe Faravelli, Aldo Garosci, e Paolo Vittorelli) era costituita dal gruppo degli ex-azionisti che non erano confluiti nel Partito Socialista Italiano. Costoro, al momento dello scioglimento del Partito d'Azione (20 ottobre 1947), avevano formato il movimento “Azione Socialista Giustizia e Libertà”, mantenendo la testata di partito “L'Italia Socialista” (già: L'Italia libera), diretta da Garosci. “Azione Socialista Giustizia e Libertà”, l'8 febbraio 1948, a Milano, aveva poi dato vita all'Unione dei Socialisti, insieme a una componente dissidente dal PSI, guidata da Ivan Matteo Lombardo, al movimento “Europa Socialista” di Ignazio Silone ed alcuni indipendenti, già facenti parte del movimento partigiano di Giustizia e Libertà. L'Unione dei Socialisti aveva partecipato alle elezioni politiche del 1948 nell'ambito della coalizione chiamata Unità Socialista, consistente in una lista congiunta con il "Partito Socialista dei Lavoratori Italiani". Questo movimento si sciolse il 31 gennaio 1949 a causa dei pochi voti presi, ed i politici che avevano partecipato al progetto erano confluiti in parte alla scissione di giugno dal Partito Socialista Italiano guidata da Giuseppe Romita, il quale si fuse a dicembre di quell'anno con alcuni politici usciti dal PSLI e si costituì quindi il Partito Socialista Unitario che, a sua volta, nel 1951 si unì allo stesso PSLI: il partito risultante cambiò però il suo nome definitivamente in Partito Socialista Democratico Italiano a partire dall'anno successivo. La sede fiorentina di Autonomia Socialista era quella del soppresso movimento “Azione Socialista Giustizia e Libertà”.
Il 1º aprile 1953, l'ex-Presidente del Consiglio Ferruccio Parri si dimise dal Partito Repubblicano Italiano e, il 12 aprile successivo, al Teatro Valle di Roma, annunciò la sua confluenza nell'Unione di Rinascita Repubblicana. Le adesioni più significative che seguirono furono quelle di Leopoldo Piccardi, Federico Comandini, Giuliano Vassalli, Carlo Levi, Diego Valeri e Aurelio Roncaglia.
Il 18 aprile, a Roma, fu stipulato l'accordo elettorale di costituzione del movimento Unità Popolare, tra Autonomia Socialista, Unione di Rinascita Repubblicana e Giustizia e Libertà, con il fine esplicito di rendere vano il tentativo operato dalla Democrazia Cristiana, con l'approvazione della Legge truffa, di assicurarsi “fittiziamente” la maggioranza assoluta nella Camera dei Deputati, rimettendo in discussione “le basi costituzionali della Repubblica”. Il programma elettorale del movimento, inoltre, prevedeva: "una riforma dell'amministrazione ispirata a un'effettiva semplificazione dei servizi e a un valido controllo popolare”, la “giustizia fiscale”, la “restaurazione nella pubblica amministrazione della correttezza e dell'onestà”, “sottrarre al monopolio lo sfruttamento di beni e di energie”, “estirpare, con una politica organica di investimenti, la disoccupazione”, “trasformare l'Italia in una democrazia moderna che possa tenere il suo posto in un'Europa federata”. Scrive Codignola: “Non ci sentivamo un gruppo centrista ribelle, ma una componente… della sinistra che aveva qualcosa da aggiungere di diverso alla tradizionale ideologia marxista o paramarxista. Si riproponeva, in altri termini, la funzione di rinnovamento democratico e socialista che da Rosselli aveva portato al Partito d'Azione".
Unità Popolare ebbe l'adesione di numerosi intellettuali (tra cui il cantautore Fausto Amodei) e il sostegno di Adriano Olivetti e del suo Movimento Comunità. Alla vigilia delle elezioni la testata Milano Sera pubblicò un appello di un gruppo di personalità della cultura, con l'invito a votare "Unità Popolare"; tra essi: Nicola Abbagnano, Carlo Bo, Norberto Bobbio, Felice Casorati, Luigi Piccinato, Toti Scialoja, Mario Soldati, Sergio Solmi, Leo Valiani ed Edoardo Volterra.
Alle elezioni politiche del 7 giugno 1953, Unità Popolare ottenne un risultato modesto (171.099 voti alla Camera, corrispondenti allo 0,6% e nessun seggio), ma sufficiente, insieme ai 40.000 voti ottenuti dagli ex-liberali di Alleanza Democratica Nazionale, ad impedire ai partiti della coalizione governativa il raggiungimento del quorum del premio di maggioranza. Il maggior numero di preferenze furono raccolte da Calamandrei, a Torino (3.655); Greppi (5.279) e Parri (4.477), a Milano; Zanfagnini a Udine (2.119).

## Dopo le elezioni politiche del 1953
Secondo Codignola il risultato del 7 giugno 1953 fu fondamentale per la storia della Repubblica: "Le elezioni del '53 segnarono una svolta definitiva della politica italiana. Il centrismo degasperiano era battuto; il Congresso di Napoli della DC ne dette drammatica conferma. Si apriva la fase del centro-sinistra, si riprendevano i temi dello sviluppo democratico del paese che dal '48 in poi erano rimasti paralizzati" ma, al contempo, si apriva la lunga stagione del consociativismo. Il 18 giugno, il Comitato promotore di Unità Popolare, in un documento approvato, prendeva atto con soddisfazione dei risultati raggiunti.
Il 28 novembre 1954, il Comitato centrale elesse la Direzione del movimento e quest'ultima il Comitato esecutivo, così formato: Codignola, Cossu, Parri, Piccardi, Vittorelli e Zuccarini. "Nuova Repubblica" si trasformava in settimanale il 1º maggio 1955. La linea del movimento cominciava a puntare all'unificazione dei partiti socialisti: alle elezioni regionali siciliane del 1955, infatti, "Unità Popolare" invitava a votare il Partito Socialista Italiano. Ciò rese imbarazzante la permanenza nel partito della corrente liberaldemocratica.
Nel corso dei lavori del Comitato centrale (Roma, 18 dicembre 1955), Piccardi e il suo gruppo esposero le ragioni per cui si sarebbero distaccati dal movimento. La costituzione del Partito Radicale (5 febbraio 1956) comportò l'adesione di Piccardi e del "simpatizzante" Valiani al nuovo partito. Anche Olivetti lasciò "Unità Popolare", per presentarsi dal solo, con il "Movimento Comunità", alle amministrative del 1956. In tali consultazioni, "Unità Popolare" strinse un primo accordo con il Partito Socialista Italiano e presentò propri candidati nelle liste socialiste; a Roma venne eletto Federico Comandini.
Piero Calamandrei morì il 27 settembre 1956. In ottobre, a seguito della cruenta repressione sovietica della rivolta d'Ungheria, il segretario socialista Pietro Nenni denunciò il patto d'unità d'azione con il Partito Comunista Italiano, che fu trasformato in mero "patto di consultazione". Ciò accelerò la confluenza di "Unità Popolare" nel PSI. Una tappa significativa di tale processo furono i colloqui tra i rappresentanti delle due formazioni, il 30 luglio 1957, sino a giungere all'adesione completa, il 27 ottobre 1957. Tra coloro che non aderirono: Oliviero Zuccarini, che rientrò nel PRI, Aldo Garosci e Arturo Carlo Jemolo. Lo stesso giorno cessò le pubblicazioni "Nuova Repubblica".

## Esponenti principali
- Achille Battaglia
- Luciano Bianciardi
- Carlo Cassola
- Piero Calamandrei
- Tristano Codignola
- Federico Comandini
- Beniamino Finocchiaro
- Aldo Garosci
- Antonio Greppi
- Arturo Carlo Jemolo
- Carlo Levi
- Marcello Morante
- Adriano Olivetti
- Ferruccio Parri
- Leopoldo Piccardi
- Giorgio Spini
- Diego Valeri
- Paolo Vittorelli
- Bruno Zevi
- Oliviero Zuccarini